# Giovanni Galbieri
Giovanni Galbieri (né le 8 janvier 1993 à Negrar) est un athlète italien spécialiste du sprint.
Il mesure 1,74 m pour 70 kg et appartenait jusqu'en 2016 au club Atletica Riccardi de Milan (depuis 2013). Il fait partie du Centro sportivo de l'Aeronautica Militare depuis juin 2016. Son premier club était l'Insieme New Foods de Vérone.
Il débute l'athlétisme en école primaire grâce à Roberto Troiani qui l'a suivi à Bussolengo jusqu'en 2013 quand il a commencé à s'entraîner à Turin avec le groupe d'Alessandro Nocera, son nouvel entraîneur. En 2009, lors des Championnats du monde jeunesse à Bressanone, il remporte une étonnante médaille de bronze sur 100 m. La même année, il remporte également le bronze lors du Festival olympique de la jeunesse européenne. Il a ensuite été sélectionné en équipe nationale en tant que junior (Championnats d'Europe de Tallinn en 2011, Championnats du monde de Barcelone en 2012, puis en tant qu'espoir aux Championnats d'Europe espoirs de Tampere). Grièvement blessé au genou, il revient sur les pistes en 2014 pour porter son record à 10 s 45 à Rovereto en septembre. Il remporte le titre du 100 m en battant son record personnel, en 10 s 33, lors des Championnats d'Europe espoirs d'athlétisme 2015 à Tallinn. Son précédent record était de 10 s 36, obtenu à Tcheboksary lors d'une course à la veille des Championnats d'Europe d'athlétisme par équipes 2015. Le 25 juillet 2015, il bat son récent record en le portant à 10 s 32 lors des Championnats d'Italie où il termine à un centième du vainqueur Fabio Cerutti. Il est diplômé du Lycée sportif de Vérone.

## Palmarès
| Date | Compétition                   | Lieu       | Résultat | Épreuve   | Performance |
| ---- | ----------------------------- | ---------- | -------- | --------- | ----------- |
| 2009 | Championnats du monde cadets  | Bressanone | 3e       | 100 m     | 10 s 79     |
| 2013 | Championnats d'Europe espoirs | Tampere    | 7e       | 4 x 100 m | 39 s 55     |
| 2015 | Championnats d'Europe espoirs | Tallinn    | 1re      | 100 m     | 10 s 33     |

### Records personnels
| Épreuve | Temps   | Lieu   | Date            |
| ------- | ------- | ------ | --------------- |
| 60 m    | 6 s 71  | Ancône | 7 février 2015  |
| 100 m   | 10 s 32 | Turin  | 25 juillet 2015 |